# Kondul
Kondul est une petite île de l'archipel des Nicobar dans le Golfe du Bengale.

## Géographie

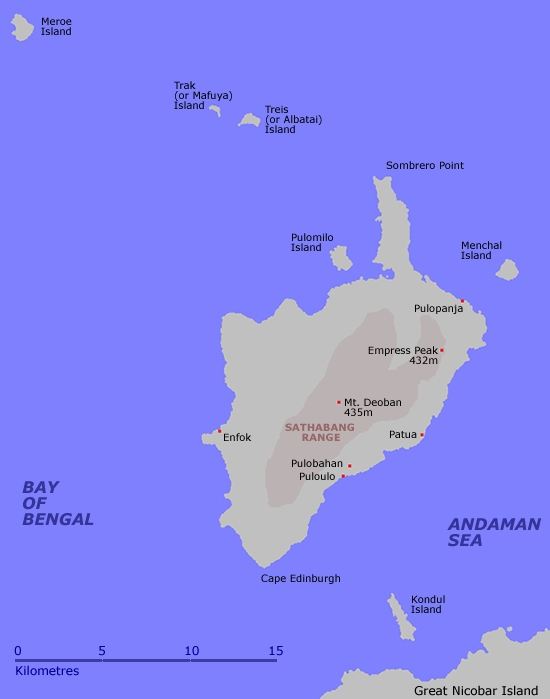
Carte de la Petite Nicobar avec Kondul au sud dans le canal de Saint-Georges.

L'île, à mi-distance entre la Grande Nicobar et la Petite Nicobar dans le canal de Saint-Georges, mesure 2,7 km de longueur et 0,95 km de largeur maximales pour une superficie de 4,6 km2.